# Mátészalka–Nagykároly-vasútvonal
A 115-ös számú Mátészalka–Nagykároly-vasútvonal egy nem villamosított egyvágányú magyar vasútvonal. A magyarországi szakasz hossza 19 km.

## Története
1905. szeptember 27-én nyílt meg a Nagykároly–Csap vonal részeként, építtetője a Nagykároly-Mátészalka-Csap HÉV Rt. volt. A vasútvonalat a trianoni határ 1920-ban Ágerdőmajornál és Csapnál három részre vágta. Ma a Záhony–Mátészalka szakasz a 111-es vonalat alkotja. A Mátészalka–Ágerdőmajor–országhatár szakasz a MÁV 115-ös számú vonalát képezi, míg az országhatártól Nagykárolyig a CFR 422-es számú vasútvonala. Ágerdőmajor egykori határállomás távol esett lakott településektől, ezért a forgalmát felszámolták, és a szomszédos Tiborszállás állomás vette át a feladatát a 2000-es évek elején. Itt folyik ma a határellenőrzés is.
A Romániához került szakaszon belföldi forgalom nincs, csak a Nagykároly-Mátészalka nemzetközi személyvonatok használták a pályát. A határellenőrzést Nagykárolyban végezték. A 2023. december 10-én életbe lépett menetrend szerint megszűnt a nemzetközi forgalom, így a Mátészalka és Nagykároly közötti eljutási idő másfél óráról közel kilenc és fél órára nőtt.

## Forgalom
Mátészalka és Nagykároly között a 2008/2009-es menetrend életbe lépése után 2023 decemberéig 2 személyszállító vonatpár közlekedett határátmenetben, a többi vonat Mátészalka–Tiborszállás, Vásárosnamény–Tiborszállás illetve Záhony–Tiborszállás viszonylatú volt.
A vonalon Bzmot típusú motorvonatok közlekednek.